# مقاطعة واشنطن (أوهايو)
مقاطعة واشنطن (بالإنجليزية: Washington County)‏ هي إحدى مقاطعات ولاية أوهايو في الولايات المتحدة الأمريكية.